# ۹ ایر
۹ ایر (به انگلیسی: 9 Air) یک شرکت هواپیمایی با کد یاتا AQ است که در تاریخ ۲۰۱۵ میلادی تأسیس شده است. دفتر مرکزی ۹ ایر در شانگهای، جمهوری خلق چین واقع شده‌است و قطب این شرکت هواپیمایی در فرودگاه بین‌المللی بایون گوآنگجو قرار دارد و به ۳ مقصد، پرواز انجام می‌دهد.